# Odex
Odex Pte. Ltd. là một công ty có trụ sở tại Singapore, cấp phép và phát hành anime cho độc giả trong nước và khu vực Đông Nam Á. Odex được thành lập vào năm 1987 và lập ra bộ phận Phân phối Anime vào năm 2000. Công ty làm việc với các đơn vị cấp phép từ Nhật Bản như Sunrise Inc., TV Tokyo, Yomiuri TV, D-Rights, TMS, Showgate Inc và Aniplex Inc. Ngoài ra, Odex còn bán các chương trình cho các đài truyền hình ở Singapore, Malaysia, Indonesia như TV3, NTV7, Astro, MediaCorp TV và StarHub TV. Bên cạnh việc việc cấp phép, Odex cũng thực hiện lồng tiếng, dịch thuật, sản xuất phụ đề tiếng Anh cho các công ty khác, đồng thời kinh doanh các mặt hàng anime.
Odex từng gây ồn ào bởi hành động pháp lý vào năm 2007–2008 thông qua việc chống lại bộ phận người dùng gia đình chịu cáo buộc tải xuống các video hoạt họa có bản quyền từ Internet. Nhiều trang báo và blog đã đưa tin về các hành động thực thi bản quyền của Odex, đặc biệt là do sự tương đồng với các nỗ lực tương tự của Hiệp hội Công nghiệp Ghi âm Hoa Kỳ (RIAA) nhằm chống lại việc chia sẻ tệp tin bất hợp pháp. Những sự kiện này đặt ra những vấn đề quan trọng liên quan đến sở hữu trí tuệ, bảo vệ bản quyền, quyền riêng tư và quyền tự do ngôn luận.

## Lịch sử
Năm 1987: Thành lập Odex.
Năm 2000: Odex thành lập bộ phận phân phối anime để cấp giấy phép và phát hành các video trong khu vực từ phim truyền hình đến phim hoạt hình.
Năm 2003: Với sự hỗ trợ của các đơn vị cấp phép phía Nhật Bản, Hiệp hội chống lậu phim (AVPAS) được thành lập để chống lại nạn lậu phim ở Singapore. Ủy ban điều hành AVPAS là Toh See Kiat, Peter Go và Stephen Sing.
Năm 2004: AVPAS và Odex đã đạt được những thành công đầu tiên trong việc chống lại nạn lậu phim sau khi cả hai công ty đã phối hợp với Lực lượng cảnh sát Singapore đột nhập vào kho chứa phim lậu. Để tiếp tục cuộc chiến chống lại nạn lậu phim, AVPAS đã xây dưng một trang web chính thức. Sau một tháng, công ty bắt đầu hành động chống lại bộ phận những người tải xuống các bộ phim bất hợp pháp.
Năm 2005: Odex đã thành lập cơ sở lồng tiếng Anh và sản xuất DVD, đồng thời sản xuất đĩa nhạc tiếng Anh và DVD phát hành tại thị trường Mỹ cho Bandai Entertainment USA, Geneon Entertainment USA, History Channel.
Năm 2006: Năm 2006, công ty Odex đã cấp phép và phát sóng tựa anime D.Gray-man trên truyền hình Singapore chỉ sau 5 ngày kể từ khi phát sóng tại Nhật Bản. Sau đó, các chương trình anime khác như Casshern Sins và Gundam 00 cũng được phát sóng tiếp nối.
Năm 2007: Odex tham gia Lễ hội Anime châu Á (AFA).
Năm 2008: Odex tiếp tục tham dự AFA.
Năm 2009: Hợp tác với Animax, Odex lên sóng các bộ anime cùng thời điểm phát sóng của với kênh truyền hình Nhật Bản trên 42 lãnh thổ châu Á.
Năm 2010: Odex bắt đầu kinh doanh trên MobTV. Công ty đã đưa trang web của mình hoạt động trở lại, nhưng phục vụ cho việc cung cấp đường liên kết đến trang web MobTV để khách hàng truy cập có thể tìm hiểu thêm về dịch vụ mà Odex đang cung cấp trên MobTV. Odex cấp phép bộ phim Gundam 00 - Awakening of the Trailblazer tại thị trường Singapore, đồng thời công chiếu cùng ngày với Nhật Bản tại Alliance Francaise và Sinema.

## Mô hình kinh doanh
Odex cấp phép và phát hành anime cho người hâm mộ trong nước cũng như khu vực Đông Nam Á. Công ty được đăng ký vào năm 1998 dưới hình thức cấp phép, nhập khẩu và phát hành phim truyền hình, phim hoạt hình nước ngoài đến với Singapore. Nhưng phải tới năm 2000 thì công ty mới bắt đầu phân phối.
Bao bì của Odex VCDs có hai dải bạc ở trên cùng và dưới cùng, với dòng chữ Original Japanese Animation dọc theo logo của hãng. Các VCD được đóng gói dưới dạng hộp vuông, với mục CD chứa sáu đĩa và 13 tập mỗi đĩa. Bộ DVD đóng hộp không được đóng gói như bộ R1 và R2, mà là ba đĩa với 12 tập.
Các VCD của Odex cung cấp bản lồng tiếng Nhật, tiếng Trung và tiếng Anh, bên cạnh phụ đề tiếng Anh, tiếng Trung tiếng Mã Lai, với giá thành thấp hơn giá của các đối tác Hoa Kỳ hay Nhật Bản. Trong thời gian khuyến mại, một bộ VCD 13 tập đóng hộp thường bán ra với giá 10 đô la Singapore trong khi một bộ đóng hộp DVD có giá 20 đô la Singapore.

## Đón nhận từ cộng đồng anime

### Hành động pháp lý đối với một số người dùng
Năm 2007, Odex đã thực hiện các biện pháp nhằm ứng phó với tình trạng doanh số bán hàng giảm sút và người dùng gia đình tải xuống video anime miễn phí. Cụ thể, Odex đã bắt đầu theo dõi người dùng và yêu cầu họ thanh toán nếu không sẽ bị kiện. Biện pháp này đã thành công trong việc đạt được thỏa thuận với những người dùng vi phạm, buộc họ phải trả khoản phí từ SGD $3.000 đến SGD $5.000.

### Phụ đề
Odex đã vấp phải nhiều chỉ trích từ cộng đồng anime địa phương vì chất lượng phụ đề kém. Công ty bị phàn nàn về việc sử dụng phông chữ chất lượng thấp và bản dịch sai sót. Ví dụ, trong Sword Art Online: Ranh giới hư ảo, tên của nhân vật Eiji bị đổi thành tên của diễn viên lồng tiếng. Sing, đại diện của Odex, thừa nhận một phần trách nhiệm cho những sai sót này. Ông giải thích rằng vào năm 2004, Odex đã thuê những người hâm mộ anime để làm phụ đề cho phim của họ. Do thiếu kinh nghiệm và quy trình kiểm soát chất lượng phù hợp, những người hâm mộ này đã mắc nhiều lỗi sai. Sing cho biết Odex "phải trả giá cho sai lầm này kể từ đó". Ngoài ra, Odex còn bị cáo buộc thực hiện tất cả bản dịch và phụ đề tại nhà. Khi phát hành The Melancholy of Haruhi Suzumiya vào tháng 9 năm 2007, Odex bị tố cáo sử dụng bản dịch rất giống với bản phát hành trái phép trước đó.

### Trang web
Sau những lời chỉ trích về các hành động chống vi phạm bản quyền, Odex đã thành lập trang web của công ty nhằm mục đích thúc đẩy và cải thiện mối quan hệ giữa công ty và cộng đồng anime.
Trang web của Odex sau đó đã bị đánh sập bởi một nhóm tin tặc không xác định. Nội dung trang web đã bị thay thế bằng một ghi chú yêu cầu tẩy chay các sản phẩm của Odex và đề nghị công ty cho phép tải anime miễn phí. Sau đó, trang web đã bị Odex gỡ bỏ và công ty tuyên bố sẽ báo cáo vụ việc cho cơ quan chức năng.